# Monte Beaufort
El monte Beaufort (en inglés: Mount Beaufort) es una elevación de 680 m s. n. m. ubicada en el noroeste de la isla Gran Malvina en las islas Malvinas, a unos pocos kilómetros al noroeste del monte Independencia, siendo una de las mayores elevaciones de la isla. Cerca de aquí nace el río Piloto, afluente del río Blackburn.